# Хвойна (село)
 Тази статия е за селото.  За растението вижте Хвойна.  
Хвойна е село в Южна България. То се намира в община Чепеларе, област Смолян.

## География
Село Хвойна е разположено посред една от най-широките и красиви котловини в Средните Родопи. Наричат я Хвойненска, но тя от стари времена си има звучното име – Ропката. От всички страни котловината като в каменен пръстен е стисната от планински вериги. На северозапад я ограждат склоновете на величествените Чернатици – един от най-могъщите и красиви планински дялове на Средните Родопи. Дълъг е около 60 километра – започва от Пампорово и достига Тракийската низина, като разделя басейна на Чепеларска река от изток от този на река Въча на запад. На югоизток котловината е оградена от Радюва планина – един планински рид, делящ Чепеларската река от басейна на Юговската река. От изток на запад в района на Ропката, наблизо едно след друго живописно са разположени четирите родопски села – Павелско, Хвойна, Малево и в дъното на котловината, най-западно, Орехово. Хвойненската котловина (Ропката) е в центъра на историко-географската област Рупчос от Средните Родопи. С това позабравено вече старинно име Рупчос от векове се е знаел един от най-живописните райони на Средните Родопи, обхващащ водосборния район на Чепеларска река в нейното средно и горно течение. Областта Рупчос започва от водослива на Юговска с Чепеларска река на няколко километра южно от село Бачково и продължава на юг до седловината Рожен. Районът около Чепеларе в миналото се наричал Горен Рупчос, а този около Хвойна и Хвойненската котловина – Долен Рупчос. Според геолозите Хвойненската котловина (Ропката) преди милиони години е била дъно на сладководно езеро, образувано вследствие на тектонично потъване на пластовете. Неговите води достигали до 200-250 метра дълбочина. Село Хвойна поради географското си положение – в центъра на Ропката, както и поради факта, че е на самата пътна магистрала, има първенствуващо положение сред селата в Ропката. През селото минава Ореховската река и го дели на стара и нова част. Новата част е застроена предимно с вили. Ореховската река извира от подножието на връх Персенк и в долния източен край на Хвойна се влива в Чепеларска река.

## История
- 1750 – 1760 г. – основаване на село Хвойна;
- 1800 г. – построяване на Каменния мост в центъра на селото над Ореховската река;
- 1836 – 1838 г. – чумна епидемия в Рупчос;
- 1857 г. – построяване на църквата и килийното училище;
- 1861 г. – роден е Костадин Златанов – първият учител след Освобождението;
- 1869 г. – гръцкият език е премахнат от училището в Хвойна;
- 15 януари, 1878 г. – руските войски освобождават Хвойна;
- 15 май, 1878 г. – разбити са бандите на Сенклер в местността Бухлийца;
- 6–15 септември, 1885 г. – в Хвойна е сформиран общ Рупчоски военен доброволчески отряд в защита на Съединението;
- 1890 – 1897 г. – Хвойна – седалище на Рупчоска околия;
- 1891 г. – Костадин Златанов като кмет на с. Хвойна построява Нареченските минерални бани;
- 11/23 август 1896 г. - Пост на Втора пехотна тракийска дивизия до селото е атакуван от османско военно отделение в пограничен въоръжен инцидент.[2]
- 1894 г. – построено е Новото жълто училище
- 1895 г. – основана е „Земеделска каса“ в Хвойна за кредитиране на дребните земеделски стопани;
- 1898 г. – основан е първият революционен пункт на Върховния комитет;
- 1900 г. – роден е Никола Жалов – историкът на Ропката;
- 1901 г. – закрита е Рупчоска околия;
- 1903 г. – за първи път се засява тютюн в Ропката;
- 1907 г. – новият коларски път от Станимака /Асеновград/ през Бачково стига до Хвойна;
- 1910 г. – пътят стига до с. Чепеларе;
- 1912 г. – в Хвойна се установява щабът на VI погранична рота, охраняваща границата с Турция, непосредствено преди избухване на Балканската война;
- 1914 г. – начало на организираното овощарство в Хвойна;
- 1919 г. – в Хвойна пристига първият камион;
- 1919 г. – в Хвойна е основана една от първите потребителски кооперации в Смолянския край – Кооперация „Прогрес“;
- 1922 – 1927 г. – открита е прогимназия в Хвойна;
- 1925 г. – установяват се редовни пощенски автомобилни съобщения Пловдив – Хвойна – Смолян;
- 1926 г. – прокаран е водопровод в Хвойна; През учебната 1926-1927 година в прогимназията работят двама учители, които преподават на два класа - първи с 31 ученици и втори с 18 ученици.[3]
- 16 януари, 1927 г. – провежда се референдум за затваряне на кръчмите в Хвойна;
- 1932 г. – основана е трудово-горска производителна кооперация „Бяли дол“;
- 1934 – 1938 г. – Хвойна става централна община за 6 села;
- 1935 г. – открито е Допълнително земеделско-овощарско училище;
- 1936 г. – построено и открито е читалището в Хвойна;
- 1938 г. – открита е „Популярна банка“, района за 7 села;
- 1939 г. – полага се основният камък на новата прогимназия;
- 1940 г. – в Хвойна светва първата електрическа крушка;
- 1945 г. – създадена е Обединена местна всестранна кооперация „Единство“;
- 1956 г. – в селото е основано ТКЗС;
- 1960 г. – изправен е пътят за съседните села – Малево и Орехово;
- 1962 г. – построена е банята, впоследствие преустроена в сграда на сегашното кметство;
- 1964 г. – построена е сградата на здравния пункт;
- 1965 г. – открит е цехът на ДИП „Ален мак“;
- 1967 г. – построена е сградата на сегашната поща;
- 1977 – 1988 г. – Хвойна е център на селищна система;
- 1985 г. – построени са автогарата и детската градина;
- 1988 г. – Чепеларе става седалище на нов тип сборна община, а Хвойна – отделно кметство към нея;
- 1989 г. – издадена е книгата „Светлини над Рупчос“, първата писана история на с. Хвойна. Автор: Георги Арнаудов;
- 1997 г. – честване на 140 години от основаване на Църквата „Свети Илия“;
- 2000 г. – честване на 250 години от основаване на Хвойна. Написване текста и музиката на Химна на село Хвойна от Георги Арнаудов;
- 2004 г. – издадена е книгата „Хвойна – сърцето на Ропката“ на Георги Арнаудов.

## Обществени институции
- Църква „Свети пророк Илия“, изградена през 1857 г.
- Килийно училище, построено през 1858 г.

## Редовни събития
- Годишен събор

## Личности
- Никола Жалов
- Георги Иванов Арнаудов
- Георги Русенов / 1892 – 1923/
- Иван Ганичев
- Георги Батката
- Костадин Семерджиев